# حرية التعبير

علم حرية التعبير الذي تم ابتكاره عام 2007.

حرية التعبير أو حرية الرأي هي الحق السياسي لإيصال أفكار الشخص عبر الحديث. يستخدم مصطلح حرية التعبير أحياناً بالترادف، ولكن يتضمن أي فعل من السعي وتلقي ونقل المعلومات أو الأفكار بغض النظر عن الوسط المستخدم. عملياً حق حرية التعبير ليس مطلقاً في أي بلد وعادة ما يخضع هذا الحق لقيود مثلما في حالات التشهير والفحش والتحريض على ارتكاب جريمة. ويصاحب حرية الرأي والتعبير على الأغلب بعض أنواع الحقوق والحدود مثل حق حرية العبادة وحرية الصحافة وحرية التظاهرات السلمية.
يُعترف بحق حرية التعبير كحق أساسي من حقوق الإنسان بموجب المادة رقم 19 من الإعلان العالمي لحقوق الإنسان ويعترف به في القانون الدولي لحقوق الإنسان في العهد الدولي الخاص بالحقوق المدنية والسياسية. تنص المادة 19 من العهد الدولي: «لكل إنسان حق في اعتناق آراء دون مضايقة» وأنه «لكل إنسان حق في حرية التعبير. ويشمل هذا الحق حريته في التماس مختلف ضروب المعلومات والأفكار وتلقيها ونقلها إلى آخرين دونما اعتبار للحدود، سواء على شكل مكتوب أو مطبوع أو في قالب فني أو بأية وسيلة أخرى يختارها».
تستمر المادة بقول أن ممارسة هذه الحقوق يستنبع «واجبات ومسؤوليات خاصة» وأنه «وعلى ذلك يجوز إخضاعها لبعض القيود» عند الضرورة «لاحترام حقوق الآخرين أو سمعتهم» أو «لحماية الأمن القومي أو النظام العام أو الصحة العامة أو الآداب العامة».
حرية التعبير تُعد أساسًا ضروريًا لوجود إعلام حرّ ومستقلّ، وهي مبدأ تدافع عنه العديد من المنظمات الحقوقية حول العالم.

## التفاعل الاجتماعي والمجتمع
بدأ ريتشارد موون مناقشة تنص على أن حرية التعبير تعتمد على التفاعلات الاجتماعية. فذكر أنه عن طريق التواصل يستطيع الفرد خلق علاقات وترابط مع الآخرين (العائلة والأصدقاء وزملاء العمل) وبالدخول في مناقشات مع الآخرين سوف يساهم الفرد في تطوير المعرفة في المجتمع.

### بدايات حرية الرأي والتعبير
ترجع بدايات المفهوم الحديث لحرية الرأي والتعبير إلى القرون الوسطى في المملكة المتحدة بعد الثورة التي أطاحت بالملك جيمس الثاني عام 1688 ونصبت الملك وليام الثالث والملكة ماري الثانية على العرش، وبعد سنة أصدر البرلمان البريطاني قانون «حرية الكلام في البرلمان». و بعد عقود من الصراع في فرنسا أُعلن عن حقوق الإنسان والمواطن في فرنسا عام 1789 عقب الثورة الفرنسية الذي نص على أن حرية الرأي والتعبير جزء أساسي من حقوق المواطن وكانت هناك محاولات في الولايات المتحدة في نفس الفترة الزمنية لجعل حرية الرأي والتعبير حقا أساسيا إلا أن الولايات المتحدة لم تفلح في تطبيق ما جاء في دستورها لعامي 1776 و 1778 من حق حرية الرأي والتعبير حيث حذف هذا البند في عام 1798 واعتُبرت معارضة الحكومة الفدرالية جريمة يعاقب عليها القانون ولم تكن هناك مساواة في حقوق حرية التعبير بين السود والبيض.
يُعتبر الفيلسوف جون ستيوارت ميل (1806 - 1873) من أوائل من نادوا بحرية التعبير عن أي رأي مهما كان هذا الرأي غير أخلاقيا في نظر البعض إذ قال: «إذا كان كل البشر يمتلكون رأيًا واحدًا وكان هناك شخص واحد فقط يملك رأيا مخالفًا فان إسكات هذا الشخص الوحيد لا يختلف عن قيام هذا الشخص الوحيد بإسكات كل بني البشر إذا توفرت له القوة». كان الحد الوحيد الذي وضعه ميل لحدود حرية التعبير هو ما أطلق عليه «إلحاق الضرر» بشخص آخر ولا تزال هناك إلى اليوم جدل عن ماهية الضرر، فقد يختلف ما يعتبره الإنسان ضررًا لحق به من مجتمع إلى آخر. كان جون ستيوارت مل من الداعين للنظرية الفلسفية التي تنص على أن العواقب الجيدة لأكبر عدد من الناس هي الفيصل في تحديد اعتبار عمل أو فكرة معينة أخلاقيا أم لا وكانت هذه الأفكار مناقضة للمدرسة الفلسفية التي تعتبر العمل اللاأخلاقي سيئا حتى ولو عمّت فائدة من القيام به. استندت هذه المدرسة على الدين لتصنيف الأعمال إلى مقبولة أو مسيئة، ولتوضيح هذا الاختلاف اعتبر جون أن الكذب على سبيل المثال مقبول إذا كان فيه فائدة لأكبر عدد من الأشخاص في مجموعة معينة على عكس المدرسة المعاكسة التي تعتبر الكذب تصرفًا سيئًا حتى ولو كانت عواقبه حميدة.
وبسبب الهجرة من الشرق إلى الدول الغربية واختلاط الثقافات والأديان ووسائل الاتصال الحديثة مثل الإنترنت شهد العالم موجة جديدة من الجدل حول تعريف الإساءة أو الضرر وخاصة على الرموز الدينية، حيث شهد العالم في أواخر 2005 وبدايات عام 2006 ضجة سياسية وإعلامية ودينية واقتصادية حول ما اعتبره المسلمون الإساءة للنبي محمد واعتبره العالم الغربي وسيلة في حرية الرأي والتعبير.
بدأت مؤخرا حركات في أوروبا تطالب بتعديلات في القوانين القديمة المتعلقة بالإساءة إلى الرموز الدينية والتي وإن وجدت في القوانين الأوروبية فإنها نادرًا ما تطبق في الوقت الحالي، ومع انتشار الهجرة إلى أوروبا من الدول الغير أوروبية وجدت الكثير من الدول في أوروبا نفسها في مواقف قانونية حرجة لوجود بنود في قوانينها الجنائية تجرم المسيئين إلى الرموز الدينية ووجود بنود أخرى تسمح بحرية الرأي والتعبير وهذه القوانين التي تعتبر الإساءة للدين عملا مخالفا للقوانين لا تزال موجودة، على سبيل المثال في البندين 188 و 189 من القانون الجنائي في النمسا والبند 10 من القانون الجنائي في فنلندا والبند 166 من القانون الجنائي في ألمانيا والبند 147 في القانون الجنائي في هولندا والبند 525 في القانون الجنائي في إسبانيا وبنود مشابهة في قوانين إيطاليا والمملكة المتحدة والولايات المتحدة.

### نماذج من حدود حرية الرأي والتعبير في العالم
- فرنسا: يمنع القانون الفرنسي أي كتابة أو حديث علني يؤدي إلى حقد أو كراهية لأسباب عرقية أو دينية ويمنع أيضا تكذيب جرائم الإبادة الجماعية ضد اليهود من قبل النازيين، ويمنع أيضا نشر أفكار الكراهية بسبب الميول الجنسية لفرد. أتهم القضاء الفرنسي المفكر الفرنسي رجاء جارودي والكاتب الصحفي إبراهيم نافع بتهمة معاداة السامية حسب قانون جيسو. في 10 مارس 2005 منع قاضي فرنسي لوحة دعائية مستوحاه من فكرة لوحة العشاء الأخير للرسام ليوناردو دا فينشي. حيث تم تصميم اللوحات الدعائية لبيت قيغباود لتصميم الملابس وأمر بإزالة جميع اللوحات الإعلانية خلال 3 أيام. حيث أعلن القاضي بأن اللوحات الدعائية مسيئة للرومان الكاثوليك. وعلى الرغم من تمسك محامي قيغبادو بأن منع الإعلانات هو نوع من الرقابة وقمع لحرية التعبير، إلا أن القاضي اقر بأن الإعلان كان تدخل مشين وعدواني بمعتقدات الناس الخاصة. وحكم بأن محتوى الإساءة إلى الكاثوليك أكثر من الهدف التجاريِ المقدم.
- ألمانيا: في القانون الأساسي لجمهورية ألمانيا الاتحادية المسمى (Grundgesetz) ينص البند الخامس على حق حرية الرأي والتعبير، ولكنه يرسم حدوداً مماثلة للقانون الفرنسي تمنع خطابات الكراهية ضد العرق والدين والميول الجنسية إضافة إلى منع استعمال الرموز النازية مثل الصليب المعقوف.[8]
- بولندا: لغاية اليوم يعتبر الإساءة إلى الكنيسة الكاثوليكية ورئيس الدولة جريمة يعاقب عليها القانون، ففي 18 يوليو 2003 حُكم على الفنانة البولندية دوروتا نيزنالسكا [الإنجليزية] بالسجن لمدة 6 أشهر لرسمها صورة العضو الذكري على الصليب، وفي 5 يناير 2005 غُرم الصحفي جيرزي أوروبان بمبلغ 5000 يورو لإساءته لشخص يوحنا بولس الثاني.
- كندا: يمنع القانون الكندي خطابات وأفكار الكراهية ضد أي مجموعة دينية أو عرقية، وتمنع الأفكار أو الكلام أو الصور التي تعتبر مسيئة أخلاقيا من الناحية الجنسية حسب القوانين الكندية. في 29 أبريل 2004 وافق البرلمان على قانون يمنع الإساءة لشخص بسبب ميوله الجنسية.
- الولايات المتحدة: وضعت المحكمة العليا مقياسًا لما يمكن اعتباره إساءة أو خرق لحدود حرية التعبير ويسمى باختبار ميلر Miller test وبدأ العمل به في عام 1973. يعتمد المقياس على 3 مبادئ رئيسية وهي: عما إذا كان غالبية الأشخاص في المجتمع يرون طريقة التعبير مقبولة وعما إذا كان طريقة إبداء الرأي يعارض القوانين الجنائية للولاية وعما إذا كانت طريقة عرض الرأي يتحلى بصفات فنية أو أدبية جادة. ومن الجدير بالذكر أن إنكار حدوث إبادة جماعية لليهود لا يعتبر عملا جنائيا في الولايات المتحدة ولهذا تتخذ معظم مجموعات النازيون الجدد من الولايات المتحدة مركزا إعلامياً لها. وبعد أحداث 11 سبتمبر 2001 صُدّق في الولايات المتحدة على قانون يعرف بـ PATRIOT Act الذي يمنح الأجهزة الأمنية صلاحيات واسعة تمكنها من القيام بأعمال تنصت ومراقبة وتفتيش دون اللجوء إلى التسلسل القضائي الذي كان متبعا قبل 11 سبتمبر 2001. ومع بدأ الولايات المتحدة حملاتها العسكرية على كل من أفغانستان والعراق فيما يعرف بالحرب على الإرهاب وتعرض مقرات بعض القنوات الإخبارية والصحافيين العاملين بها لاعتداءات متكررة من قبل القوات الأمريكية بدأت تظهر مزاعم حول تعمد ذلك وخاصة بعد استهداف مقر قناة الجزيرة الإخبارية في أفغانستان عام 2002 وفي بغداد أثناء عملية غزو العراق 2003 والتي أدت إلى مقتل مراسل الجزيرة في بغداد طارق أيوب وساعد في تأكيد ذلك نشر صحيفة الديلي ميرور البريطانية في نوفمبر 2005 وثائق سرية اشتهرت باسم وثيقة قصف الجزيرة مفادها أن الرئيس الأمريكي جورج و. بوش كان يرغب بقصف المركز الرئيسي لقناة الجزيرة في قطر وقد نفى متحدث البيت الأبيض هذه الاتهامات.
- أستراليا: في فبراير 1996 حُكم على السياسي الماركسي ألبرت لانغر Albert Langer بالسجن لمدة 10 أسابيع لتحريضه الناخبين على كتابة أرقام أخرى لم تكن موجودة ضمن الخيارات في ورقة الاقتراع، وذلك لإظهار الاحتجاج على الحزبين الرئيسين المتنافسين. وقد اعتبر هذا الفعل مخالفًا لقوانين الانتخابات في أستراليا.
- في بلجيكا منعت السلطات المحلية لمدينة Middelkerke في 6 فبراير 2006 الفنان ديفد سيرني David Cerny من عرض تمثال للرئيس العراقي السابق صدام حسين في أحد المعارض الفنية. ويظهر التمثال صدام حسين على هيئة سمكة قرش ويده مكبلةٌ بالأغلال من الخلف في حوض من الفورمالين. واعتبرت السلطات هذا العمل الفني مثيرا للجدل وقد يسبب احتجاجات من الأطراف المؤيدة للرئيس العراقي السابق.
- الدول الأفريقية: العديد من الدول الأفريقية تنص دساتيرها على حق حرية التعبير، ولكنها لا تطبق على أرض الواقع بنظر المراقبين الدوليين لحقوق الإنسان الذين أشاروا إلى خروق واضحة لحق المواطن في التعبير عن رأيه بحرية في كينيا وغانا. يعتبر البعض إريتريا في مقدمة الدول في اعتقالها للصحفيين. وهناك رقابة حكومية على وسائل الأعلام في السودان وليبيا وغينيا الاستوائية بينما تظهر بوادر تحسن في حقوق الحرية في الرأي في تشاد والكاميرون والغابون.
- الدول الآسيوية: هناك العديد من الدول الآسيوية التي تنص دساتيرها على حق حرية التعبير، ولكنها لا تطبق على أرض الواقع بنظر المراقبين الدوليين لحقوق الإنسان الذين أشاروا إلى خروق واضحة لحق المواطن في التعبير عن رأيه بحرية في فيتنام وميانمار وكوريا الشمالية. وأشارت تقارير المراقبين إِلى أن هناك تحسناً في مجال حرية التعبير في الصين مقارنة بالسابق، إلا أن الحكومة في الصين لا تزال تراقب وسائل الأعلام وتمنع مواطنيها من الدخول إلى العديد من مواقع الإنترنت بما فيها موسوعة ويكيبيديا.[9]
- الهند: في 26 سبتمبر 1988 أصدرت السلطات القضائية الهندية قرارا بمنع سلمان رشدي من دخول الهند عقب نشره لروايته المثيرة للجدل [آيات شيطانية] التي اعتبرها المسلمون إهانة للدين الإسلامي. وقد احتوى أحد فصول الرواية على شخصية كانت اسمها مهاوند اعتبرها المسلمون محاولة من سلمان رشدي للإساءة إلى شخص رسول الإسلام وزوجاته حيث ورد ذكر دار للدعارة في مدينة الجاهلية والتي يقصد سلمان رشدي بها مدينة مكة وكان في دار الدعارة هذه 12 امرأة وكانت أَسماؤهن مطابقة لأسماء زوجات الرسول محمد. وفي الكتاب أيضا وصف تفصيلي للعمليات الجنسية الذي قام بها مهاوند.
- الدول العربية: على الرغم من وجود بنود في دساتير بعض الدول العربية تضمن حرية الرأي والتعبير إلا أنها لم تخرج عن إطارها الشكلي إلى حيز التطبيق، حيث الانتهاكات كثيرة لحرية التعبير في كثير من الدول العربية التي يمنع في معظمها إن لم يكن في جميعها انتقاد الحاكم أو السلطة الحاكمة أو الدين، وقد يتعرض الكاتب أو الصحفي للسجن والتعذيب. تقع كل من المملكة العربية السعودية واليمن وسوريا وليبيا ضمن أسوأ الدول بمعيار حرية التعبير إلى جانب دول مثل الصين وإيران وكوريا الشمالية، بينما تشغل تونس المرتبة 98 حيث حرية التعبير، جاعلة منها الأولى عربيا، تليها لبنان والكويت.[10]

### أحداث شهيرة
حدثت في العصر الحديث سلسلة من الأحداث التي خلقت جدلا فلسفيا بين حق حرية الرأي والتعبير وواجب احترام المعتقدات الدينية وفيما يلي نماذج لبعض الحوادث التي خلقت مثل هذا النوع من الجدل:
- رواية الإغواء الأخير للمسيح The Last Temptation of Christ التي طبعت عام 1960 وكانت لمؤلف اليوناني نيكوس كازانتزاكس (1883 - 1957) وتحولت فيما بعد إلى فيلم سينمائي في عام 1988 وفيه يسرد المؤلف نسخته الشخصية من حياة المسيح وفيه يصور المسيح كنجار يصنع الصليب الذي كان الرومانيون يستعملونه لإنزال العقاب بالمخالفين للقوانين ويصور أيضا شخصية المسيح كإنسان عادي يملك كل الصفات الإنسانية من شك وضعف وخوف وارتكاب للذنوب وفي نهاية الرواية يتزوج المسيح من مريم المجدلية بدلا من صلبه كما هو معهود حسب الكتاب المقدس. بدأت الاحتجاجات على الفيلم أثناء عملية التصوير حيث قاد الزعماء الدينيون في الكنائس الأمريكية حملة واسعة ضد الفيلم وألقت مجموعة مسيحية متطرفة القنابل الزجاجية الحارقة على صالة عرض للفيلم في باريس في 22 أكتوبر 1988.
- فيلم حياة برايان Life of Brian للمجموعة الكوميدية البريطانية Monty Python في سنة 1979 وفيه يروي الفيلم وبصورة ساخرة قصة حياة شخص اسمه برايان ولد في نفس اللحظة ونفس الزقاق الذي ولد فيه المسيح ويعتبر الفيلم من الأفلام الكوميدية الكلاسيكية وقد اختير عام 2000 من قبل المجلة الفنية البريطانية Total Film كأحسن فيلم كوميدي بريطاني في التاريخ والفيلم ينتقد وبصورة ساخرة التطرف الديني. تتكرر في الفيلم سلسلة من المواقف الكوميدية بسبب اشتباه الناس أن برايان هو المسيح بدءا من زيارة الحكماء الثلاث الذين وحسب التقليد المسيحي تتبعوا النجوم واستدلوا على مكان ولادة المسيح إلى حادثة الصلب حيث يوضع برايان على الصليب بدلا من المسيح. امتنعت بعض صالات عرض الأفلام من عرض هذا الفيلم في العديد من المدن البريطانية ومنعت أيرلندا والنروج وإيطاليا وولاية نيو جيرسي في الولايات المتحدة عرض الفيلم لسنوات طويلة.
- لوحة الفنان الأمريكي اندريس سيررانو Andres Serrano في عام 1987 والمسمى «البول على المسيح» Piss Christ واللوحة تعرض صورة لصلب المسيح قام الرسام بغمسها في بوله الشخصي ويعتقد البعض أن اللوحة قد غمست في دم الفنان أيضا لكون اللوحة حمراء اللون. أحدثت هذه اللوحة جدلا كبيرا في مجلس الشيوخ الأمريكي في عام 1987 وكان الجدل بين حرية الفنان في التعبير عن رأيه وعن الإساءة للرموز الدينية. ومن الجدير بالذكر أن أعمالا أخرى لهذا الفنان الذي هو من أصول كوبية وأفريقية تتضمن غمس اللوحات بعد رسمها في سوائل إنسانية مثل الدم والبول والسائل المنوي وكان الهدف من اللوحة المثيرة للجدل حسب رأي الفنان هو «إظهار الطابع الإنساني للمسيح» وترابط المسيح مع الإنسان البسيط «الذي يقوم يوميا بعملية البول» إلا أن المعارضين اعتبروا هذه اللوحة إهانة شخصية للمسيح.
- رواية آيات شيطانية للروائي البريطاني سلمان رشدي: الشخصيتين الرئيسيتين في الرواية هما صلاح الدين جمجة الذي هو هندي عاش منذ صغره في المملكة المتحدة وانسجم مع المجتمع الغربي وتنكر لأصوله الهندية وجبرائيل فريشته الذي هو ممثل هندي متخصص بالأفلام الدينية وقد فقد إيمانه بالدين بعد إصابته بمرض خطير حيث لم تنفعه دعواته شيئا للشفاء حيث يجلس الاثنان علي مقعدين متجاورين في الطائرة المسافرة من بومبي إلى لندن ولكن الطائرة تتفجر وتسقط نتيجة عمل تخريبي من قبل جماعات متطرفة وأثناء سقوط هذين الشخصيتين يحصل تغييرات في هيئتهم فيتحول صلاح الدين جمجة إلى مخلوق شبيه بالشيطان وجبرائيل فريشته إلى مخلوق شبيه بالملاك. في أحد أحلام جبرائيل فرشته يرجع بنا سلمان رشدي إلى فترة صلح الحديبية ويبدأ فصل من الرواية بعنوان ماهوند وهذا الفصل من الرواية جرحت مشاعر المسلمين بصورة عميقة حيث يستند فصل في الرواية على رواية اجمع علماء المسلمين على عدم صحتها وهي الرواية التي وردت في سيرة الرسول حسب ابن إسحاق وفيها يذكر ابن إسحاق أن الرسول وأثناء نزول سورة النجم عليه همس له الشيطان بهذه الكلمات «تلك الغرانيق العلى وإن شفاعتهن لترتجى» والآيات المقصودة هنا هي الآيات 18 و 19 من سورة النجم التي تنص على «أَفَرَأَيْتُمُ اللَّاتَ وَالْعُزَّى، وَمَنَاةَ الثَّالِثَةَ الْأُخْرَى، أَلَكُمُ الذَّكَرُ وَلَهُ الْأُنْثَى» وحسب الرواية فانه هنا همس الشيطان بهذه الكلمات «تلك الغرانيق العلى وإن شفاعتهن لترتجى» وهذا يعني انه تم ذكر تلك الأصنام بخير في القرآن وفي هذا إشارة على أن الرسول حاول بطريقة أو بأخرى تقليل معاداة أهل مكة لدعوته وكف الأذى عن أتباعه بذكر آلهة مكة بخير حيث يزعم البعض انه بعد هذه الحادثة ساد الوئام بين الرسول محمد ومعارضيه السابقين من أهل مكة حتى بلغ الأمر أن بعض المسلمين الذين كانوا مهاجرين إلى الحبشة هربا من قمع أهل مكة قد قرروا الرجوع هذه الرواية يعتبره المسلمون أحد الحلقات في سلسلة تاريخ الإساءة إلى شخصية الرسول محمد.
- فلم الخضوع Submission للمخرج الهولندي ثيو فان غوخ الذي قتل في 2 نوفمبر 2004 على يد محمد بويري الدانماركي من أصل مغربي لإخراجه هذا الفيلم القصير (10 دقائق) وكان الفيلم عن ما حاول المخرج أن يصوره كسوء معاملة المرأة في الإسلام وربطه بنصوص من القرآن. وكان سيناريو الفيلم مكتوبا من قبل آيان حرصي علي عضوة البرلمان في هولندا وهي من مواليد الصومال التي حاولت أن تنقل فكرة مفادها أن المرأة في العالم الإسلامي معرضة للجلد إذا أقامت علاقة بصورة خارج إطار الزواج، الاغتصاب من قبل أفراد العائلة وعدم جواز مناقشة ذلك بسبب قوامة الرجل على المرأة. وإجبارها على الزواج من الرجال المسلمين الذين تفوح رائحتهم والذين يقومون بضربهم بناء على تعليمات القرآن. وتم ربط المشاهد بآيات من القرآن ويظهر في الفيلم أربعة نساء شبه عاريات وقد كتب على أجسادهن آيات من القرآن بعد عرض الفيلم تلقى ثيو فان غوخ العديد من رسائل التهديد ولكنه رفض أن يأخذها بمحمل الجد ورفض أي نوع من الحماية إلى أن تم أطلاق 8 رصاصات عليه في 2 نوفمبر 2004 في أمستردام وتم قطع رقبته وطعنه في الصدر من قبل على محمد بويري الهولندي من أصل مغربي. وقام بويري بوضع بيان من 5 صفحات على الجثة وفي البيان تهديد للحكومات الغربية واليهود وآيان حرصي علي كاتبة السيناريو وأدت هذه الحادثة إلى ضجة كبيرة ومناقشات حادة حول مصير أكثر من مليون مسلم في هولندا وبدأت بعض المنظمات تحذر مما أسمته «المد الإسلامي» في هولندا وكيف أن نسبة الولادة بين المسلمين هي أعلى من نسب غير المسلمين مما سيؤدي حسب تعبير تلك المنظمات إلى «جعل المواطنين الأصليين أقلية في المستقبل».
- مسرحية «بيهزتي» Behzti التي تعني باللغة البنجابية العار وحبكة المسرحية عبارة عن الجنس والقتل في معبد لأتباع الديانة السيخية. والمسرحية من تأليف الكاتب البريطاني من أصول سيخية كوربريت بهاتي Gurpreet Kaur Bhatti وأحدثت المسرحية ضجة كبيرة في ديسمبر 2004 في ليلة الافتتاح نتيجة لاحتجاج أتباع الديانة السيخية وكان الاحتجاج لمشاهد في المسرحية تصور حادثة اغتصاب وقتل في أحد المعابد السيخية وتم إلغاء العرض إلا أن 700 فنانا قاموا بحملة تضامن مع كاتب المسرحية.
- فيلم 'دوغما' Dogma من إنتاج سنة 1999 وهو فيلم كوميدي عن الكنيسة الكاثوليكية وقد أدى هذا الفيلم إلى العديد من الاحتجاجات المنظمة في العديد من الدول وتهديدات لقتل المخرج كيفن سمث Kevin Smith ويتحدث الفيلم عن ملاكين عاقباهما الخالق بالبقاء للأبد في ولاية وسكونسن. الفكرة الرئيسية في الفيلم هو انه يجب التمييز بين الإيمان بدين معين والعقيدة الدينية التي يمكن تعريفها بالاعتقاد بان أي نص ديني مكتوب من قبل ما يعتبره أتباع ديانة معينة خالق الكون يجب أن يطبق بحذافيره. وينتقد الفيلم استعمال الدين لتبرير العنف والعنصرية وعقوبة الأفراد لسبب ميولهم الجنسية والفيلم يحاول أن يقول بان «الفردوس هو للجميع وليس حكرا على دين معين» وإذا كان الشخص «طيبا» فانه سيدخل الفردوس بغض النظر عن دينه وعرقه وميوله الجنسية.
- الضجة السياسية والاقتصادية والدينية التي أحدثها نشر رسوم كاركتورية مسيئة للنبي محمد في صحيفة يولاندس بوستن الدانماركية في 30 سبتمبر 2005.